# 馬德拉島

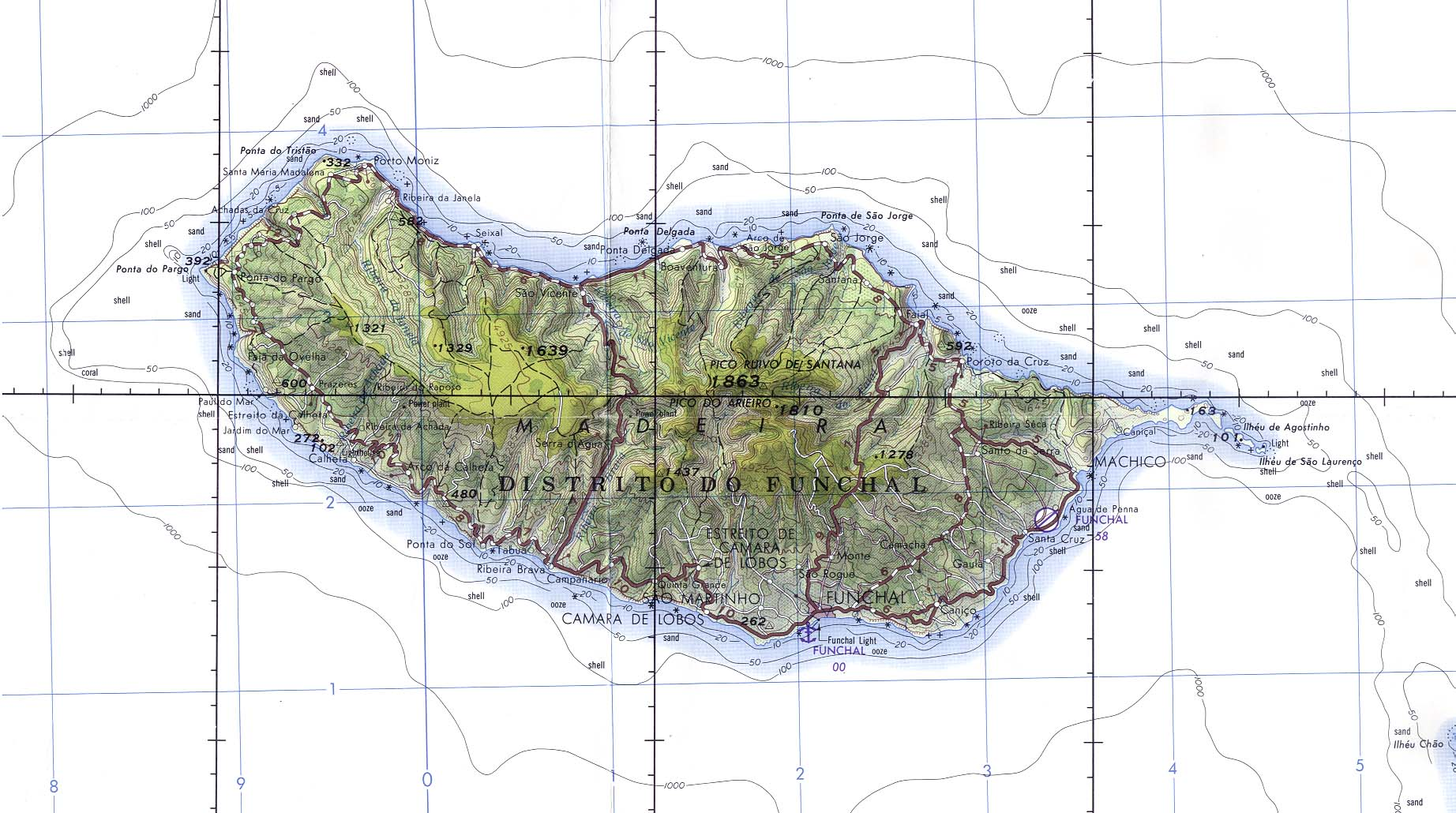

馬德拉島（葡萄牙語：Ilha da Madeira）是葡萄牙的島嶼，位於非洲西北部附近的大西洋海域，屬於馬德拉群島的一部分，面積750.7平方公里，最高點海拔高度1,862米，馬德拉自治區首府暨最大城市豐沙爾也位於島上，主要經濟活動是旅遊業，2011年人口267,785。